# Dendrobium ajoebii
Dendrobium ajoebii är en orkidéart som beskrevs av Johannes Jacobus Smith. Dendrobium ajoebii ingår i släktet Dendrobium, och familjen orkidéer. Inga underarter finns listade i Catalogue of Life.